# Technische Universiteit Liberec
De Technische Universiteit Liberec (Tsjechisch: Technická univerzita v Liberci) is een technische universiteit in de Tsjechische stad Liberec.
De instelling werd in 1953 opgericht als Hogeschool voor Machinebouw (Vysoká škola strojní). In 1960 werd deze school in twee faculteiten verdeeld (machinebouw en textieltechnologie) en tussen 1990 en 1995 werden er vier faculteiten toegevoegd. Sinds 1 januari 1995 heet de instelling Technische Universiteit Liberec.
Samen met de Hogeschool Zittau/Görlitz (Duitsland) en de Technische Universiteit van Wrocław (Polen) heeft de universiteit in 2001 de Neisse University opgericht. Deze instelling met internationale studenten biedt om het jaar onderwijs aan in Liberec, Jelenia Góra en Görlitz. Alle colleges worden gegeven in het Engels.

## Faculteiten
De universiteit bestaat uit zeven faculteiten:
- Faculteit voor machinebouw
- Faculteit voor textieltechnologie
- Faculteit voor kunst en architectuur
- Faculteit voor gezondheidswetenschappen
- Faculteit voor mechatronica en multidisciplinaire ingenieurswetenschappen
- Faculteit voor economische wetenschappen
- Faculteit voor humaniora en pedagogiek